# Luquillo
Luquillo es un municipio del Estado Libre Asociado de Puerto Rico ubicado en la costa noreste de la Isla, a unos 46 km del Aeropuerto Internacional Luis Muñoz Marín. Según el censo de los Estados Unidos de 2010, contaba con una población de alrededor de 20 000 habitantes. La superficie del municipio es cerca de 67 km².
A Luquillo le llaman la «Capital del Sol» y a los luquillenses se les conoce como los «come cocos».

## Barrios
Luquillo se compone de seis barrios:
- Juan Martín
- Luquillo barrio-pueblo
- Mameyes I
- Mata de Plátano
- Pitahaya
- Sabana

## Toponimia
Las montañas del «Loquillo» fueron denominadas así por haberlas habitado largo tiempo un indio que resistió constantemente someterse a la dominación española, no obstante hallarse poco menos que solo, y al cual, por ende, titularon así los conquistadores que acabaron por dejarlo a su merced y ventura en aquellas montañas.

## Símbolos
A solicitud de la Administración municipal, el Instituto de Cultura Puertorriqueña sometió el 15 de noviembre de 1978 a la Asamblea municipal, ahora llamada «Legislatura Municipal», un anteproyecto de escudo, bandera y sello. El 4 de diciembre de 1978, en sesión ordinaria, la Asamblea municipal aprobó la Resolución Núm. 8, Serie 1978-1979 para adoptar el escudo, la bandera y el sello del Municipio de Luquillo. Al día siguiente, la misma fue aprobada por el alcalde.

### Bandera

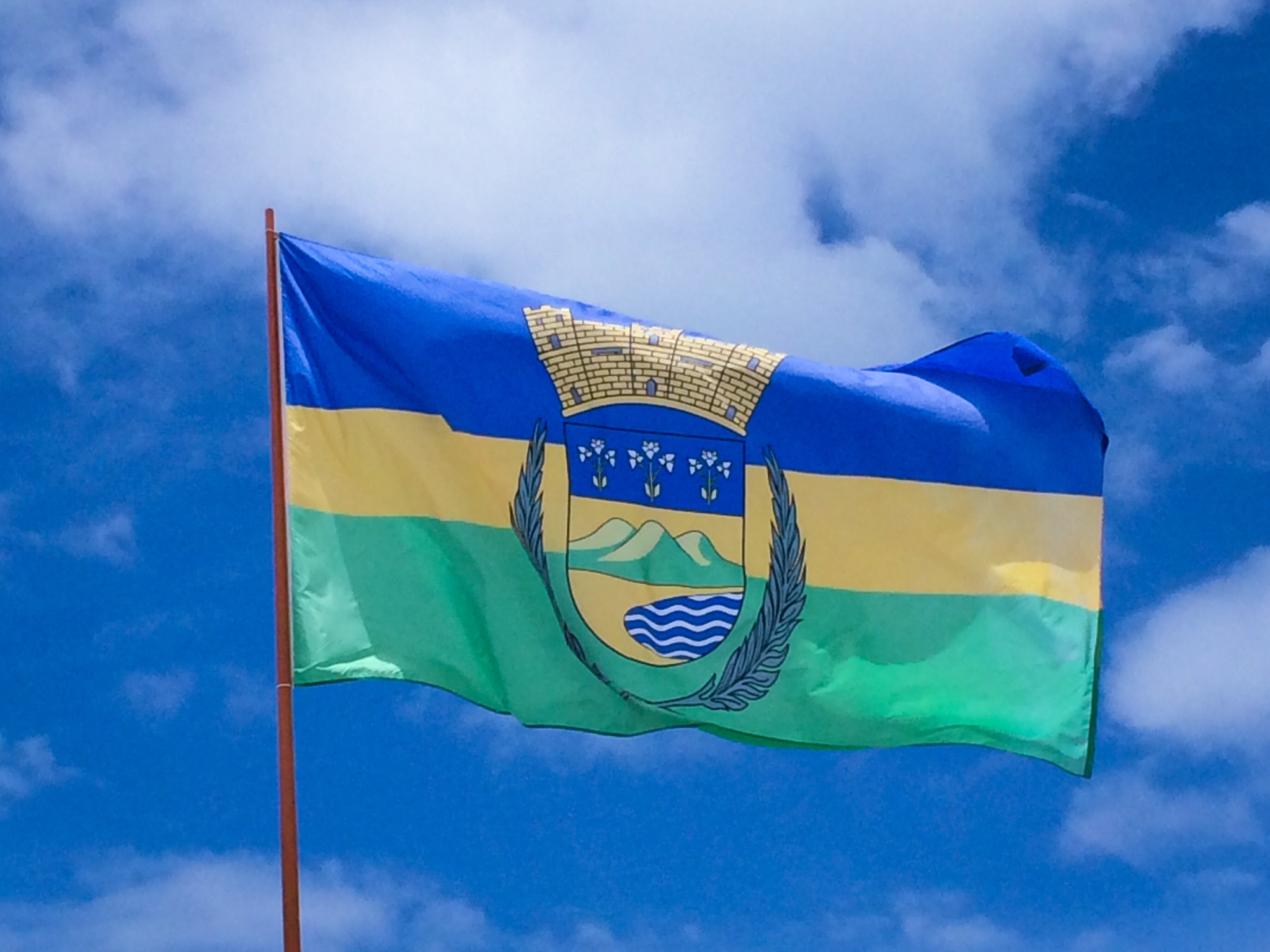
Bandera de Luquillo izando en la plaza de Recreo Rosendo Matienzo Cintrón durante la celebración del 9.º Festival del Tinglar.

La bandera de Luquillo muestra el escudo superpuesto sobre tres franjas horizontales. La franja superior azul representa el cielo. La franja central amarilla representa la arena de sus playas. La franja inferior verde representa la vegetación de sus montañas. Las franjas superior e inferior tienen cada una el doble de anchura de la franja central.

### Escudo
Descripción Heráldica: En campo de oro, y en situación de faja alzada, a todo trance una sierra de tres montañas de sinople, al natural, acompañada en punta de una bahía o rada fajada en ondas de plata y azul, moviente del ranco siniestro; el jefe de azul, con tres ramos de lirios florecidos y hojados, al natural. Al timbre de una corona mural de oro de tres torres, mazonada de sable y adjurada de sinople y, rodeando el escudo por sus flancos y punta, dos palmas de cocotero, al natural, cruzadas por lo bajo.
Simbolismo: La rada en campo de oro, con la sierra al fondo, simboliza la playa de Luquillo. Los ramos de lirios representan al patriarca San José Obrero, patrón del pueblo y del municipio. Las montañas representan la sierra de Luquillo, de la cual deriva su nombre el pueblo. La corona mural es timbre distintivo de las ciudades, villas, pueblos y municipalidades, y significa la unidad, defensa común.

### Sello
El sello de la Municipalidad consiste de un escudo lineal en relieve del sello del Gobierno de Puerto Rico, rodeado de la leyenda «Gobierno Municipal de Luquillo, Estado Libre Asociado de Puerto Rico».

### Himno
La letra del Himno de Luquillo fue compuesta por el luquillense Carmelo Alvira Guerra, conocido en el mundo de la poesía como Canario. El himno fue adoptado unánimemente mediante Resolución de la Asamblea municipal de Luquillo el 28 de marzo de 1988. El 15 de abril de 1988 fue aprobada por el alcalde de Luquillo, convirtiendo la letra, de manera oficial, en el himno del municipio.
Más tarde se adoptó la música del Himno, que fue compuesta por el también luquillense Luis «Mayarí» Skerrett Velázquez.
```
Junto a las costas del mar atlante
cerca del Yunque, en un rincón,
entre palmeras, muy arrogante,
se fue formado una población.

Llaman Luquillo de mis amores
al pueblecito que así creció;
chozas de pajas de pescadores
con el progreso se transformó.
 
Sus bellas playas y sus mujeres,
su fe cristiana y su tradición;
Ilenan el alma, nos traen placeres
recuerdos gratos del corazón.

Lindos paisajes, campos floridos,
nítido el cielo a la luz del sol
forman del pueblo sus coloridos,
y el alma llenan con su arrebol.

Cuando más lejos nos encontramos,
en la alegría o en el dolor;
Luquillo mío siempre te amamos
y te queremos con gran amor.
```

## Historia
Fue la tierra luquillense la primera tierra puertorriqueña avistada por Cristóbal Colón en su hazaña del descubrimiento de Boriquén. Fue la tarde del 18 de noviembre de 1493 cuando, después de descubrir las Islas Vírgenes, navegando hacia el oeste el gran Almirante divisó en el horizonte la "Sierra de Luquillo" según lo consigna el historiador Salvador Brau en su obra "La Colonización de Puerto Rico".
Pero no fue hasta 300 años más tarde, en 1787, que se dan los comienzos de este pueblo encantador.
Luquillo está localizado en el extremo noreste de Puerto Rico entre los municipios de Fajardo y Río Grande. Esta región, así como Humacao, Fajardo, Loíza y otras vecinas, se vio sometida a constante ataques de caribes, aliados a su tradicionales enemigos los taínos frente al enemigo común, el español. Españoles que salieron de Hato de Caparra se adentraron por la cordillera hasta llegar a las costas donde se instalaron por un río de aguas cristianas y frescas.
Durante las primeras décadas posteriores a la conquista se encontraron ricos yacimientos de oro que fueron explotados. Los mineros, misa erigieron una ermita alrededor de la cual fueron levantado sus viviendas. Un español que era líder de la expedición, Don Cristóbal Guzmán, construyó una aldea a la que más tarde llamaron Luquillo, derivado del valeroso cacique Loquillo. Construyeron una aldea bajo el patronazgo de San Juan Obrero, erigiéndose una capilla. La ermita se colocó bajo la advocación de San José de Luquillo. Esta y las minas fueron el objeto de los ataques amerindios, por lo que la población no alcanzó desarrollo notable hasta el siglo XVIII.

## Datos generales
- Fundación: 1797.
- Superficie: 67 km² {25,7 millas cuadradas}.
- Población: 19.817 hab. {Est. 2000}.
- Densidad Poblacional: 283 hab./km² {729 habitantes por milla cuadrada}.
- Gentilicio: luquillenses {Come Cocos}.
- Apodos: Ciudad del Eterno Verano, Capital del Sol.
- Patrono: San José Obrero, Patrono de la Buena Muerte.
- Planta: la palma cocotera (cocos nucifera)

### Barrios y sectores principales
- Sabana, Pitahaya, Juan Martín, Luquillo Pueblo, Mata de Plátano, Mameyes I, Fortuna y como sectores principales Río Chiquito, Casa Blanca, Canta Gallo, Boqueron, Alamar, Villa Angelina, Villa Torren y Vistas de Luquillo..

## Límites geográficos
El Municipio de Luquillo colinda al norte con el océano Atlántico y al este con el Municipio de Fajardo, por el sur con los municipios de Ceiba y Naguabo y por el oeste con el Municipio de Río Grande.

## Hidrografía
Está regado por el Río Mameyes, que lo separa de Río Grande; Sabana y sus afluyentes Pitahaya, Cristal y Camándulas; el Juan Martín, que tiene como tributarias a varias quebradas y por la quebrada Mata de Plátano. El Sabana y el Juan Martín nacen en Luquillo; miden respectivamente 12,6 y 5,7 km {706 y 3,4 millas } de largo. El Mameyes nace en Río Grande.

## Turismo
- Sierra de Luquillo
- Plaza de recreo Rosendo Matienzo Cintrón
- Plaza de la Paz
- Paseo del parque de pelota Joaquín Robles
- Playa Costa Azul
- Playa La Monserrate (Balneario de Luquillo)
- Playa La Pared (avenida Herminio Díaz Navarro)
- Bulevar Vista del Océano
- Condominio Playa Azul (Tres Torres)
- Condominio Sandy Hills (Dos Torres)
- Monumento al Cacique Loquillo
- Los quioscos